# CNPY4
CNPY4 (англ. Canopy FGF signaling regulator 4) – білок, який кодується однойменним геном, розташованим у людей на 7-й хромосомі. Довжина поліпептидного ланцюга білка становить 248 амінокислот, а молекулярна маса — 28 310.
| 10         |  | 20         |  | 30         |  | 40         |  | 50         |
| ---------- |  | ---------- |  | ---------- |  | ---------- |  | ---------- |
| MGPVRLGILL |  | FLFLAVHEAW |  | AGMLKEEDDD |  | TERLPSKCEV |  | CKLLSTELQA |
| ELSRTGRSRE |  | VLELGQVLDT |  | GKRKRHVPYS |  | VSETRLEEAL |  | ENLCERILDY |
| SVHAERKGSL |  | RYAKGQSQTM |  | ATLKGLVQKG |  | VKVDLGIPLE |  | LWDEPSVEVT |
| YLKKQCETML |  | EEFEDIVGDW |  | YFHHQEQPLQ |  | NFLCEGHVLP |  | AAETACLQET |
| WTGKEITDGE |  | EKTEGEEEQE |  | EEEEEEEEEG |  | GDKMTKTGSH |  | PKLDREDL   |

A: Аланін

C: Цистеїн

D: Аспарагінова кислота

E: Глутамінова кислота

F: Фенілаланін

G: Гліцин

H: Гістидин

I: Ізолейцин

K: Лізин

L: Лейцин

M: Метіонін

N: Аспарагін

P: Пролін

Q: Глутамін

R: Аргінін

S: Серин

T: Треонін

V: Валін

W: Триптофан

Секретований назовні.